# Новилл, Питер
Питер Джозеф Новилл (англ. Peter Joseph Nowill; род. 15 июня 1979, Брисбен) — австралийский легкоатлет, выступавший в беге на средние и длинные дистанции, беге с препятствиями и марафонском беге. Участник летних Олимпийских игр 2004 года.

## Биография
Питер Новилл родился 15 июня 1979 года в австралийском городе Брисбен.
Учился в университете Квинсленда, выступал за его команду в легкоатлетических соревнованиях. В 2011 году стал чемпионом Австралии в марафонском беге.
В 2001 году занял 11-е место в беге на 3000 метров с препятствиями на летней Универсиаде в Пекине, показав результат 8 минут 44,57 секунды.
Дважды участвовал в чемпионатах мира, оба раза не попав в финал. В 2003 году в Париже показал 24-е время (8.26,22), в 2005 году в Хельсинки — 30-е (8.35,35).
В 2004 году вошёл в состав сборной Австралии на летних Олимпийских играх в Афинах. В беге на 3000 метров с препятствиями занял 7-е место в полуфинале, показав результат 8.29,14 и уступив 4,46 секунды попавшему в финал с 3-го места Полу Кипсили Коэчу из Кении.
В 2006 году занял 6-е место на Играх Содружества в Мельбурне (8.30,59).

## Личные рекорды
- Бег на 1500 метров — 3.48,63 (21 января 2005, Брисбен)[3]
- Бег на 1 милю — 4.07,22 (7 мая 2006, Брисбен)[3]
- Бег на 3000 метров — 8.01,40 (12 июля 2008, Корк)[3]
- Бег на 5000 метров — 13.43,03 (28 февраля 2004, Сидней)[3]
- Бег на 10 000 метров — 29.28,85 (15 ноября 2003, Брисбен)[3]
- Бег на 2000 метров с препятствиями — 5.39,23 (26 ноября 2005, Брисбен)[3]
- Бег на 3000 метров с препятствиями — 8.22,85 (31 мая 2004, Релинген)[3]
- Полумарафон — 1:04.58 (21 марта 2010, Рединг)[3]
- Марафон — 2:19.22 (9 октября 2011, Мельбурн)[3]